# والیا
والیا (به لاتین: Valia) (مرگ ۴۱۹ میلادی) پادشاه ویزیگوت‌ها بود. او را جنگجویی بزرگ و فرمانروایی دوراندیش شمرده‌اند. در ۴۱۵ میلادی با مرگ آتهاولف و در پی آن کشته‌شدن زیگریک والیا به عنوان پادشه برگزیده شد.
او با هونوریوس امپراتور روم از در آشتی درآمد. پایتخت وی شهر تولوز بود. در ۴۱۸ میلادی او وندال‌های تازنده به اسپانیا را شکست داد.
والیا دختر خود را به ازدواج رشیلا شاه سوئبی‌ها درآورد.